# Нанмадол (тропический шторм, 2017)
Жестокий тропический шторм Нанмадол, так же известный по филиппинскому названию Жестокий тропический шторм Эмонг — тропический циклон, ударивший по южному побережью Японии в июле 2017 года. Циклон возник над Филиппинским морем в виде тропической депрессии 1 июля и получил собственное имя 3 июля, став лишь третьим циклоном этого сезона получившим имя собственное. После образования организованной конвекции депрессия быстро усилилась до жестокого тропического шторма. На пике своей интенсивности, 4 июля усредненная за 10 минут скорость ветра составила 100 км/ч, а минимальное атмосферное давление −985 гПа. 4 июля циклон вышел на сушу в районе города Нагасаки, Япония и в тот же день стал внетропическим. После этого он направился в сторону Аляски, где разрушился через четыре дня.
Циклон вызвал наибольшие разрушения на острове Кюсю, во многих провинциях были зарегистрированы сильнейшие дожди и, как следствие, оползни. Так, например, в городе Асакура (префектура Фукуока) 5 июля за 12 часов выпало 500 мм осадков, что превышает месячную норму более чем в полтора раза. В результате такого переувлажнения почвы оползни сошли в 44 разных местах, а наводнения были зарегистрированы в 38. По состоянию на 5 августа 2017 года погибшими числились 36 человек, ещё 5 пропали без вести.
Имя Нанмадол было добавлено в перечень имен тихоокеанских тайфунов по предложению Федеративных Штатов Микронезии. Это имя происходит от названия одноимённого архипелага, расположенного в штате Понпеи. На этом архипелаге находятся руины, иногда называемые «Венецией Тихого Океана», входящие в список всемирного наследия ЮНЕСКО.

## Метеорологическая история
В течение 30 июня тропическое возмущение развилось примерно в 463 км к северо-северо-востоку от Палау. Отметив начало организации циклона Объединённый американский военно-морской центр по предупреждению о тайфунах (JTWC) выпустил предупреждение о формировании тропического циклона(TCFA) ранним утром 1 июля. Шестью часами позже Японское метеорологическое агентство (JMA) классифицировало циклон как тропическую депрессию. К концу дня сила ветра внутри циклона достигла 55 км/ч и JMA начало публиковать информационные сообщения. Практически в это же время Филиппинское управление атмосферных, геофизических и астрономических служб (PAGASA) присвоило системе статус тропической депрессии и имя Эмонг.
Ранним утром 2 июля JMA и PAGASA повысили статус циклона до тропического шторма с одновременным присвоением международного имени Нанмадол от JMA, а JTWC присвоил шторму международное обозначение 05W. В связи с формированием глаза бури в следующем сообщении JTWC так же повысил статус бури до тропического шторма. Шторм вошёл в область с благоприятными метеоусловиями — слабым вертикальным сдвигом ветра, высокой поверхностной температурой моря, достигающей 31 °C и сильным оттоком воздуха. Совокупность этих факторов позволила ему быстро набирать силу и формировать зону мощной конвекции. Приблизительно в это же время оба метеорологических агентства второй раз за день повысили статус циклона — теперь до жестокого тропического шторма. PAGASA так же выпустило последнее информационное сообщение в связи с выходом шторма из своей зоны ответственности.
Шторм продолжал усиливаться, смещаясь к северу. К 6 часам утра 3 июля циклон набрал свою максимальную мощь. Средняя скорость ветра на интервале в 1 минуту достигла 110 км/ч, средняя на интервале в 10 минут — 100 км/ч, а минимальное давление — 985 гПа, что почти соответствует параметрам тайфуна. Нанмадол сохранял свои максимальные параметры до утра 4 июля, когда он начал отклоняться к востоку и вышел на сушу в районе города Нагасаки. Несколькими часами позже шторм начал взаимодействовать с сильными западными ветрами и быстро ослабевать. JTWC понизил статус циклона до тропического шторма, но JMA не стало менять свое мнение и сохранило статус циклона на уроне жестокого тропического шторма. Атмосферные условия стали способствовать быстрому разрушению шторма, поверхностная температура моря не превышала 25 °C, появился сильный сдвиг ветра. В 9 часов вечера 4 июля JTWC выпустил последние сообщение о шторме, отметив, что Нанмадол столкнулся с холодным фронтом и перестал быть тропическим циклоном. JMA выпустило последнее сообщение в полночь 5 июля, сообщив о переходе шторма в статус внетропического. Остатки циклона покинули регион 8 июля и полностью разрушились в районе Аляски 11 июля.

## Подготовка и последствия

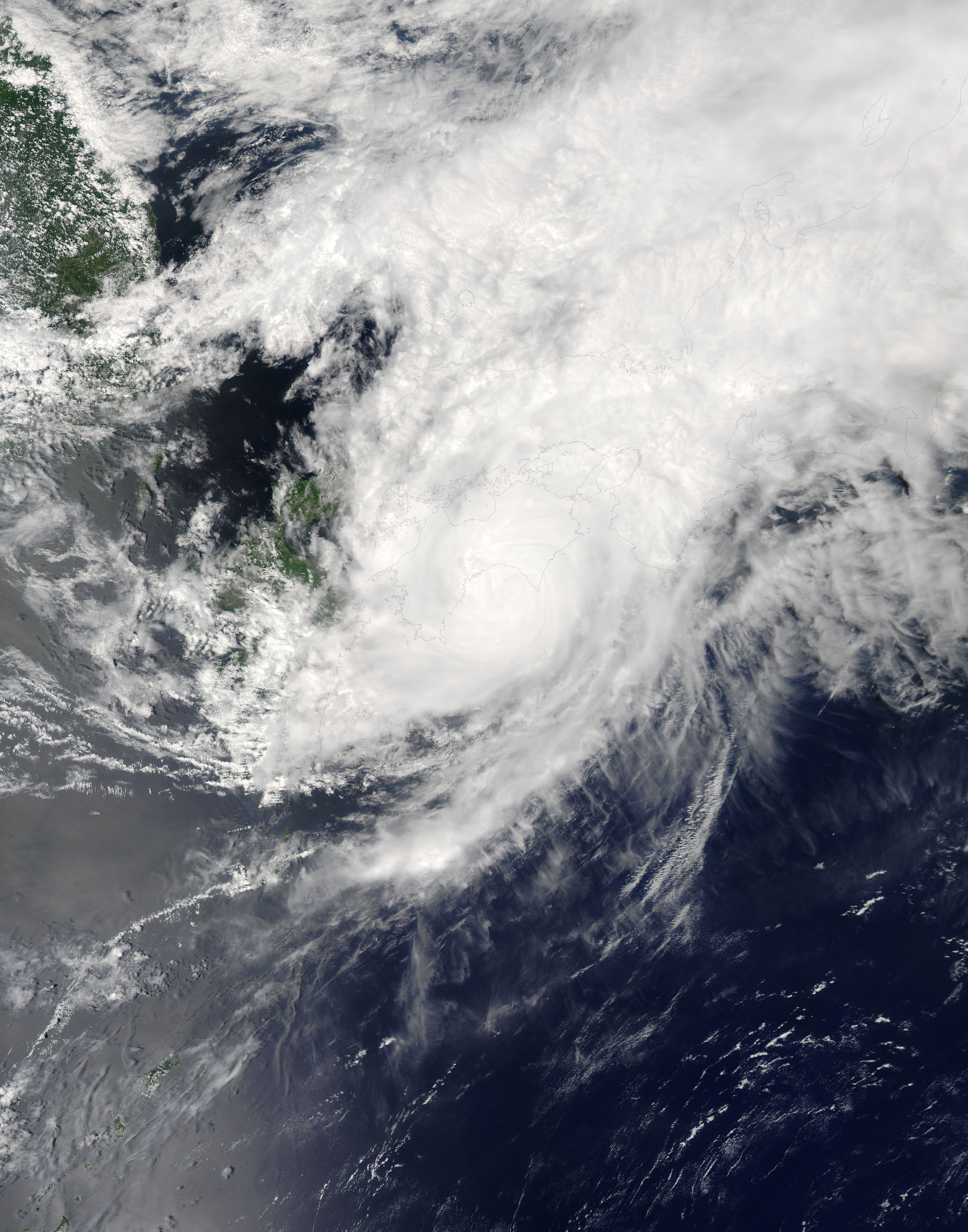
Шторм Нанмадол над Японией 4 июля

3 июля в городе Сасебо было развернуто 30 убежищ в связи с приближением шторма. В общей сложности 12 000 человек, включая полицейских, пожарных и солдат сил самообороны были направлены в зону ожидаемого выхода шторма на сушу в рамках подготовки к удару стихии.
JMA выпустило предупреждение о выпадении большого объёма осадков для префектуры Симанэ и прилегающих территорий, призвав провести эвакуацию 20 000 местных жителей. 10 июля оператор высокоскоростных железных дорог Kyushu Railway Company организовал автобусное движение вдоль маршрута Kyudai Main Line в связи с его закрытием из-за смытого паводком моста. Из-за рисков новых оползней оператор высокоскоростных железных дорог West Nippon Expressway Company закрыл маршрут Oita Expressway.
Максимальная скорость ветра, равная 150 км/ч, была зарегистрирована в Нагасаки после выхода циклона на сушу, а самый сильны порыв ветра был зарегистрирован на острове Сикоку, его скорость составила 162 км/ч. Сильный ветер переворачивал машины, обрушивал строительные леса и нарушал электроснабжение. Так, в префектурах Нагасаки и Кумамото без света остались 68 500 домов. Более 3000 пассажиров 47 рейсов не смогли отправиться в аэропорты назначения из-за отмены своих рейсов. Сильный дождь с ветром так же нарушили железнодорожное сообщение в регионе, в том числе были отменены знаменитые поезда-пули, Синкансэн, между городами Фукуока и Кагосима. Более 20000 человек были эвакуированы в префектурах Ниигита, Тояма и Нагано из-за опасности наводнений и оползней, вызванных очень сильными (местами выпадало до 300 мм) осадками. Например, в городе Хамада выпало 80 мм осадков за час.
В префектуре Фукуока за час выпало до 130 мм осадков, общая сумма осадков за сутки превысила полметра, и составила 545 мм. В городе Хита выпало 400 мм осадков. В регионе была объявлен высокий риск схода оползней и объявлена эвакуация. Всего было эвакуировано более 2000 человек. 12 июля премьер-министр Японии отменил поездку в Эстонию и посетил пострадавшие регионы, где пообещал оказать людям всю необходимую помощь для восстановления их домов.
В результате удара жестокого тропического шторма Нанмадол по Японии погиб 41 человек. Общий экономический ущерб был оценен в 224 миллиарда Иен.